# Fuchsbrief (Stiftspropstei Berchtesgaden)
Der Fuchsbrief von 1506 wurde zum „Grundgesetz“ für das Landes- und Steuerrecht der Reichsprälatur Berchtesgaden. Er war die Antwort auf eine Beschwerde von Berchtesgadener Bauern gegen die ihrer Meinung nach zu hoch angesetzten Steuern durch die Landesherren.

## Vorgeschichte
Nicht zuletzt wegen der aufwendigen Lebensführung der Augustiner-Chorherren lasteten auf dem Berchtesgadener Klosterstift über Jahrhunderte hinweg immense Schulden, die sogar von 1393 bis 1404 zu seiner Inkorporation durch das Fürsterzbistum Salzburg und gleich anschließend zur Verpfändung der Schellenberger Saline geführt hatten. Doch auch damit waren die Schulden nicht restlos zu tilgen, so dass der Propst und Reichsprälat Balthasar Hirschauer wie schon seine Vorgänger zuvor hohe Steuern erhoben hat. Doch jetzt begannen Berchtesgadener Bauern immer öfter Beschwerde dagegen zu führen und entsandten schließlich eine Abordnung nach Innsbruck zum kaiserlichen Hofgericht. Da die Bauernschaftsvertreter keine ausreichende Vollmacht vorweisen konnten, beauftragte im Herbst 1506 Kaiser Maximilian I. seinen gerade in Salzburg verweilenden Hauptmann von Kufstein, den Vorgang zusammen mit zwei kaiserlichen Räten vor Ort zu untersuchen. Das Ergebnis dieser Untersuchungen legte der kaiserliche Hauptmann Degen Fuchs von Fuchsberg „am Pfingsttag nach St. Andre 1506“ in dem nach ihm benannten Fuchsbrief vor. Auch wenn darin die Beschwerden der Bauern in allen wesentlichen Punkten abgewiesen wurden und sich die Position Hirschauers durchgesetzt hatte, bleibt bemerkenswert, dass bei diesem Rechtsstreit die „Untertanenschaft“ geschlossen aufgetreten war und der Fuchsbrief erstmals den Charakter eines rechtsverbindlich schriftlichen Vertrags zwischen Herrschaft und „Landschaft“ hatte. Nach dem 1377 noch allein von Ulrich I. Wulp verfassten Landbrief wurde der Fuchsbrief zum maßgeblichen „Grundgesetz“ für das Landes- und Steuerrecht der Stiftspropstei – die Schulden an Salzburg waren jedoch trotz der durch ihn weiterhin sanktionierten Steuern erst 1556 vollends getilgt.

## Der Fuchsbrief im Wortlaut (Ausschnitt)
Entnommen in der Originalschreibung und Zeichensetzung sowie den in Klammern gesetzten Erläuterungen nach Joseph Ernst von Koch-Sternfeld von 1815. Dessen gesetzte Fußnoten sind ebenfalls in Klammern hier direkt unter die jeweilige Zeile kursiv eingefügt. Im Original online in 23 Bildern einzusehen ist der Fuchsbrief über die „Findmitteldatenbank“ des Bayerischen Hauptstaatsarchivs.

Überschrift des Fuchsbriefs siehe Zeile unterhalb der Abb.

„Ain Vertrag zwischen Brobsten unnd der Lanntschaft zue Berchtersgaden durch Hern Tegnharten Fuchsen als Römisch-Kuniglicher Majestät Commissarien: 1506
(S. Salzb. u. Bercht. II p. 102 – 107, nach dem wieder gefundenen Originale abgedruckt.)
- Die Unterthanen sollen nach Inhalt der Kauf- und Lehenbriefe die freyen Stiftsgüter zu Lehen und Erbrecht besitzen; aber auch die darauf gelegten großen und kleinen Dienste an Geld und Naturalien dem Propsten wie jedem folgenden Landesfürsten unweigerlich entrichten.
- Nach Inhalt der Kaufbriefe und nach des Gerichts Herkommen, auch dem alten Landbriefe gemäß sollen die Unterthanen, wenn gleich das die meiste Irrung und Beschwerde veranlasste, ferner zur Leibeigenschaft, zur Entrichtung der Wändel und Fälle, zur Landwehre, zur Thurmhuth, zu Steuern, Zins und Dienst verpflichtet seyn.
- Da das Fürstenthum Berchtesgaden dem Reiche unterworfen, und der römische König wohl Macht habe, die Reichssteuern zu erheben: so hätten die Unterthanen diese ferner zu leisten, und ihren Herrn und Landesfürsten hierin unbillig angezogen.
- Das dem Schreiber gebührende Viertel Wein beym Empfange der Lehen müsse nach Herkommen ferner in Geld oder Natura gegeben werden.
- Rücksichtlich der Mauth und Zölle bey der Ausfuhr des Holzes und des Viehs, wie das am St. Jörgentag oder sonst viel erkauft wird; soll es bey des Gotteshauses alten Freyheiten bleiben.
- Rücksichtlich des Kaufholzes der Handwerker (Dreher, Schnitzer etc.) soll das, was einer in das Land oder in demselben auf eigenem Rücken trägt, zoll- und mauthfrey: was auf Rossen und Wägen verkehrt wird, wie von Altersher, dem Zolle unterworfen seyn.
- Jeder Gutsbesitzer könne auf seinen Gründen den Holzbedarf suchen: nur Vörchen und Lärchen (Kiefer und Lerchen) allein mit Wissen und Willen des Landesfürsten.
- Wegen des Weins, den die Unterthanen zu Hochzeiten und andern Gelegenheiten kaufen, soll es bey Preis und Maaß nach dem Herkommen bleiben.
- Wenn ein Unterthann seinem Sohne ein Handwerk lernen lassen wolle: soll er sich nach besonders aufgerichteten Sprüchen an den Landesfürsten halten.*

* (Man besorgte schon damals, dass der Handwerker in Holz - und Beinwaaren zu viele werden, und sich einander Abbruch thun würden.)
- Jeder Landesfürst werde es nach Billigkeit halten, da sich die Unterthanen beklagt hatten, dass sie wegen Kleinigkeiten mit hohen Poenen ( Strafen) und Verboten beschwert wurden.
- Ihre entbehrlichen Pfennwerthe, Schmalz, Käse, sollen die Unterthanen nur mit landesfürstlicher Bewilligung außer Landes verkaufen.
- Gegen die Weber habe der Fürst als Obrigkeit wohl ferner Fug und Macht, ihnen die Aufrichtung des Hochgerichts zu befehlen.**

** (Die Weber mussten auch in andern Gegenden die Galgen bauen.)
- Da durch die Schweiggüter in der Nähe die Wälder abgetrieben worden: so soll es wegen des Stockrechts bey des Propsten Befehlen bleiben.
- Die in obigen Artikeln gegen den Propsten mit ungegründeten Klagen aufgetretenen Unterthanen sollen bitten, ihnen das nach ihrem Unverstande zu vergeben, indem sie fernern Gehorsam gelobten.
- Wegen des bisherigen Ungehorsams, Schadens und der Anschuldigungen gegen ihren Landesfürsten sollen die Unterthanen bis nächste Lichtmessen 100 Pfund Rheinisch erlegen, und dagegen alle Ungnade und gegenseitiger Zwist ab seyn.“